# Bermudashorts

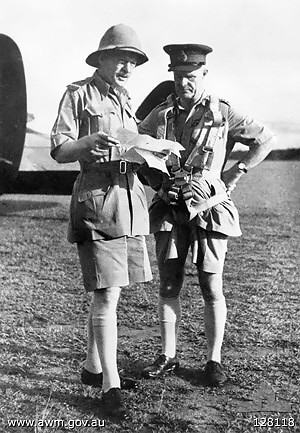
Twee Australische militairen in bermudashorts

Bermudashorts is een korte broek die tot iets boven de knieën komt en soms versierd is met felgekleurde motieven. Deze motieven zijn meestal afbeeldingen van bloemen of andere zomerse taferelen.
De bermuda's werden in de tweede helft van de jaren tachtig erg populair. Mannen droegen hem als normaal kledingstuk, maar vaak ook als zwembroek. De Amerikaanse metalband Anthrax creëerde een imago door de typische metalkleding (zwarte leren broeken) te verruilen voor bermudashorts.